# 島根県道259号大根島線
島根県道259号大根島線（しまねけんどう259ごう だいこんしません）は、島根県松江市を通る一般県道である。

## 概要
松江市八束町入江（にゅうこう）の中海に浮かぶ大根島を一周する。

### 路線データ
- 起点：松江市八束町入江（島根県道338号美保関八束松江線交点）
- 終点：松江市八束町入江
- 総延長：7,504 m

## 歴史
- 1958年（昭和33年）6月13日 - 島根県告示第525号により認定される。
- 1970年（昭和45年）4月1日 - 八束郡八束村が町制施行して八束郡八束町になったことにより起終点の地名が変更される（八束郡八束村入江→八束郡八束町入江）。
- 1972年（昭和47年）8月1日 - 現行の県道番号に変更される。
- 1974年（昭和49年） - 堤防道路供用開始により境港方面と陸続きになる。
- 1979年（昭和54年） - 堤防道路供用開始により松江方面と陸続きになる。
- 2001年（平成13年）4月6日 - 島根県告示第292号により松江方面への堤防道路が島根県道338号八束松江線[注釈 2]として認定され、初めて接続する県道を有することになる。
- 2005年（平成17年）3月31日 - 松江市と、東出雲町（現：松江市）を除く八束郡の全町村が対等合併して改めて松江市が設置されたことにより全区間が松江市域を通る路線になる。

## 地理

### 通過する自治体
- 松江市

### 交差する道路
| 交差する道路                  | 交差する場所             | 交差する場所 |
| ----------------------------- | ------------------------ | ------------ |
| 島根県道338号美保関八束松江線 | 八束町入江（にゅうこう） | 起点         |
| 島根県道259号大根島線         | 八束町入江               | 終点         |

### 沿線
- 松江市役所 八束支所
- 中海
- 熔岩隧道
- 牡丹園